# Kiso
Kiso (japonsky 木曽川 [Kisogawa]) je řeka na ostrově Honšú v Japonsku. Protéká prefekturami Aiči, Gifu, Nagano a Mie. Je 231 km dlouhá.

## Průběh toku
Pramení několika zdrojnicemi ve výběžcích hřbetů Kiso a Hida. Na horním toku teče v hluboké soutěsce a na dolním toku přes hustě osídlenou rovinu Nobi. Nad městem Inujama se nacházejí malebné peřeje. Poblíž ústí vytváří několik ramen. Ústí do zálivu Ise Tichého oceánu několik kilometrů západně od města Nagoja.

## Vodní stav
Zdroj vody je sněhovo-dešťový. Nejvyšší průtok je na jaře.

## Využití
Využívá se k plavení dřeva a k zisku vodní energie. Na rovině je možná vodní doprava pro lodě s malým ponorem.